# Grincourt-lès-Pas
Grincourt-lès-Pas ist eine französische Gemeinde mit 30 Einwohnern (Stand 1. Januar 2022) im Département Pas-de-Calais in der Region Hauts-de-France. Sie gehört zum Arrondissement Arras, zum Kanton Avesnes-le-Comte und zum Gemeindeverband Campagnes de l’Artois.

## Lage
Die Gemeinde Grincourt-lès-Pas liegt am Südrand des Artois, 24 Kilometer südwestlich von Arras. Nachbargemeinden von Grincourt-lès-Pas sind Warlincourt-lès-Pas im Osten, Pas-en-Artois im Süden, Mondicourt im Westen sowie Lucheux im Nordwesten.

## Bevölkerungsentwicklung
Grincourt-lès-Pas ist die drittkleinste der 887 Gemeinden im Département Pas-de-Calais.
| Jahr                       | 1962 | 1968 | 1975 | 1982 | 1990 | 1999 | 2006 | 2013 | 2022 |
| -------------------------- | ---- | ---- | ---- | ---- | ---- | ---- | ---- | ---- | ---- |
| Einwohner                  | 51   | 55   | 45   | 55   | 55   | 39   | 41   | 34   | 30   |
| Quellen: Cassini und INSEE |      |      |      |      |      |      |      |      |      |

## Sehenswürdigkeiten

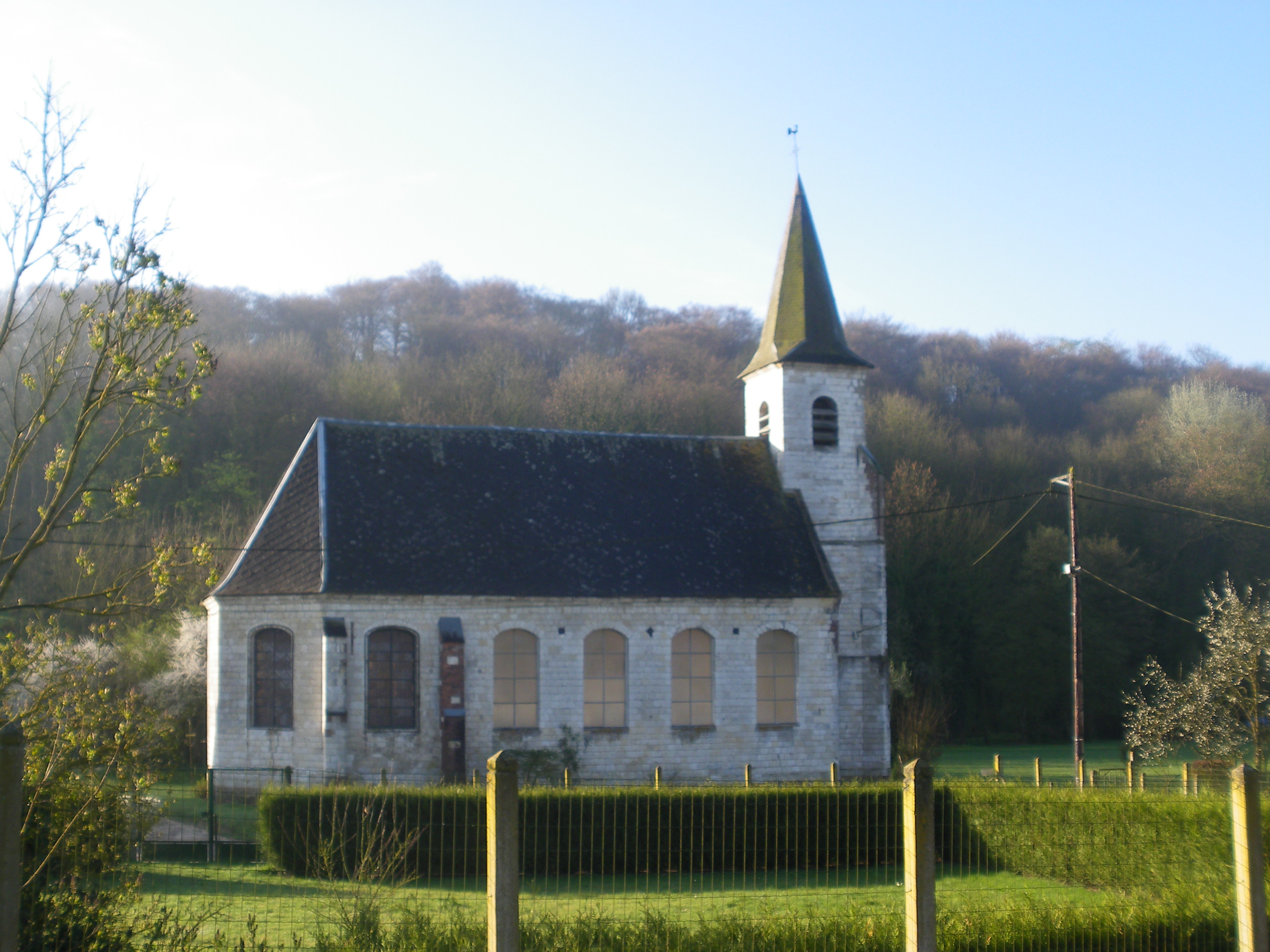
Kirche Notre-Dame
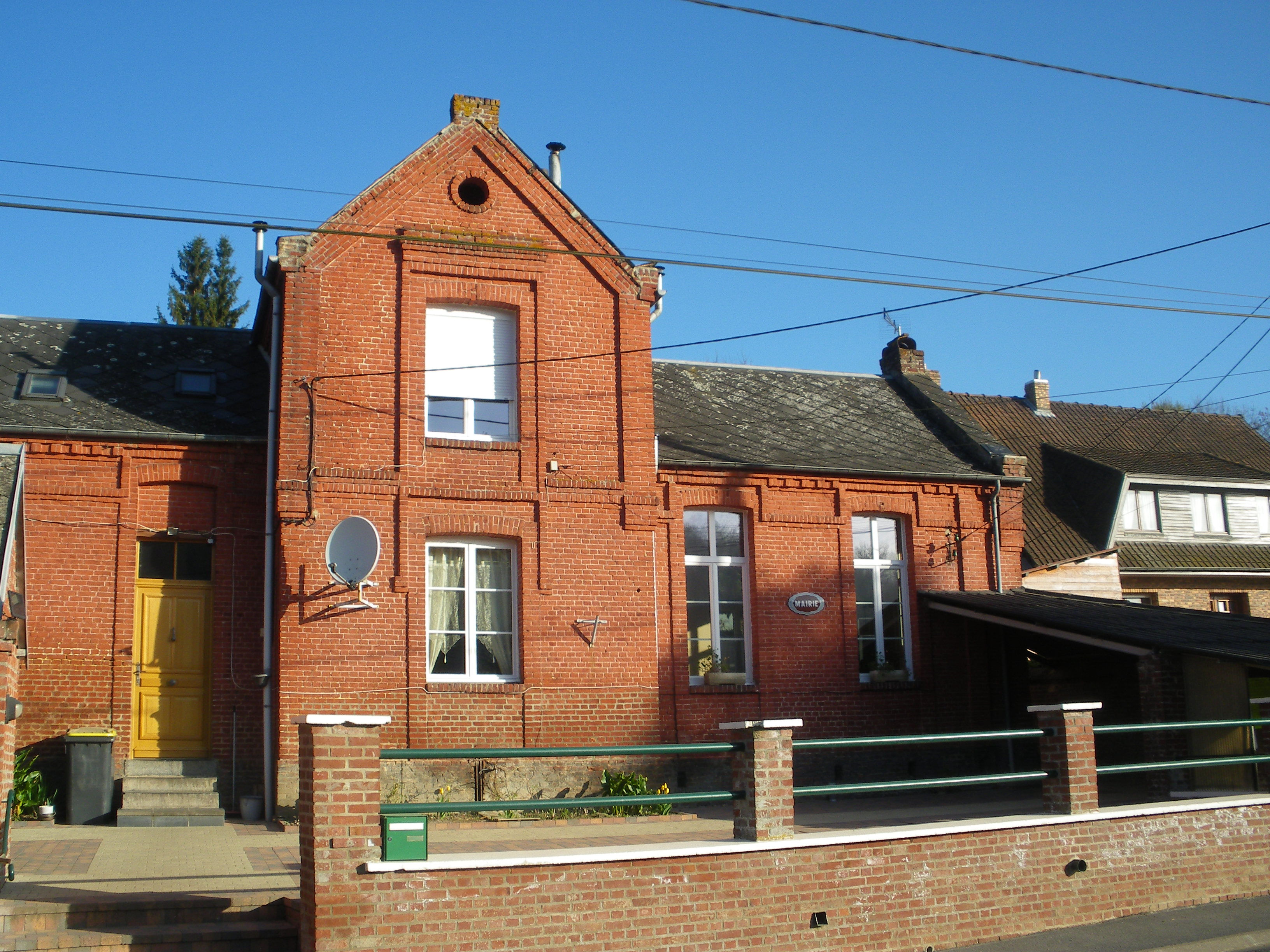
Mairie

- Kirche Notre-Dame
- Mairie